# シーゲート序曲
シーゲート序曲（Seagate Overture）は、ジェイムズ・スウェアリンジェンの吹奏楽曲。

## 概要
1988年にC.L. バーンハウス・カンパニーから出版された。グレードは3、演奏時間は7分37秒。
「シーゲート」（海の門）は、海へと繋がる地、オハイオ州トレドにちなんでいる。

## 編成
| 木管 | 木管                 | 金管 | 金管 | 弦・打 | 弦・打 |
| ---- | -------------------- | ---- | ---- | ------ | --- |
| Fl.  | 2, Picc.             | Tp.  | 3    | Cb.    | ● |
| Ob.  | 2                    | Hr.  | 4    | Timp.  | ● |
| Fg.  | 2                    | Tbn. | 3    | 他     | ヴィブラフォン, チューブラーベル, シロフォン, グロッケンシュピール, スネアドラム, クラッシュシンバル, トライアングル, タンブリン, テンプルブロック, ボンゴ, サスペンデッドシンバル, バスドラム |
| Cl.  | 3, Alto, Bass        | Bar. | ●    | 他     | ヴィブラフォン, チューブラーベル, シロフォン, グロッケンシュピール, スネアドラム, クラッシュシンバル, トライアングル, タンブリン, テンプルブロック, ボンゴ, サスペンデッドシンバル, バスドラム |
| Sax. | Alt. 2 Ten. 1 Bar. 1 | Tub. | ●    | 他     | ヴィブラフォン, チューブラーベル, シロフォン, グロッケンシュピール, スネアドラム, クラッシュシンバル, トライアングル, タンブリン, テンプルブロック, ボンゴ, サスペンデッドシンバル, バスドラム |

## 構成
A-B-A'の三部形式である。一般的に序曲は最初から快活に始まるものが多い（アルヴァマー序曲など）が、この曲はAdagioで始まるのが特徴的である。
Adagio
変ホ長調 4分の4拍子
冒頭。フルートのソロにクラリネットが応え、さらにオーボエのソロが入る。Maestosoへ移り、fpからクレッシェンドしてffまで盛り上がるが、すぐにEspressivoで落ち着いて木管楽器が冒頭のソロを回想し、トロンボーンによる分散和音のあと、TuttiによるフェルマータでG.P.となる。
Allegro con Spirito / Leggiero
4分の4拍子、4分の2拍子、8分の7拍子(3+2+2)で構成される主題が木管楽器とトランペットにより奏でられる。
管楽器のメロディの切れ目にテンプルブロックやボンゴが効果的に使われている。
Andante Espressivo ~ Con moto ~ Molto Espressivo
変ロ長調 4分の4拍子
クラリネット、フルート、トランペットへと美しい旋律が受け継がれてゆき、途中でffまで盛り上がるが、ディミヌエンドしながら各楽器の短いソロを挟み、最後はクラリネットのみがフェルマータで残る。
Leggiero
トランペット、サクソフォン、低音楽器群が順にSoliを演奏し、元の主題へと戻る。
前述のLeggieroと殆ど変わらないが、管楽器のメロディの切れ目のテンプルブロックやボンゴがなくなっている。
最後はティンパニのソロのあとsffpからクレッシェンドして終わる。